# Ride, Ryder, Ride!
Ride, Ryder, Ride! è un film del 1949 diretto da Lewis D. Collins.
È un western statunitense con Jim Bannon, Don Reynolds, Emmett Lynn e Marin Sais. Fa parte della serie di film incentrati sul personaggio di Red Ryder, eroe del West nato da un fumetto di Stephen Slesinger e Fred Harman nel 1938 e apparso in diverse opere radiofoniche, cinematografiche e televisive.

## Produzione
Il film, diretto da Lewis D. Collins su una sceneggiatura di Paul Franklin, fu prodotto da Jerry Thomas per la Equity Pictures Corporation e girato nell'Agoura Ranch ad Agoura, California, da fine settembre a metà ottobre 1948.

## Distribuzione
Il film fu distribuito negli Stati Uniti dal 2 febbraio 1949 al cinema dalla Eagle-Lion Films.

## Promozione
Le tagline sono:
- Here's the straight-shooting buckaroo millions read about... and love!... With his saddle-mates-Little Beaver, Buckskin and the Duchess!
- Jim Bannon in the saddle as Red Ryder... With Little Beaver, Buckskin and the Duchess!
- IT'S THE NEW RED RYDER... IN ROARING ACTION... THRILLING COLOR!
- RIP-ROARING ADVENTURE WITH A NEW, THRILLING RED RYDER - In Color!